# Modlitby za Bobbyho
Modlitby za Bobbyho (anglicky: Prayers for Bobby) je televizní film natočený v roce 2009 vycházející z knihy Modlitby za Bobbyho: Matka, která se srovnala se sebevraždou svého syna gaye od Leroye F. Aaronse, která je sama založená na skutečné životní události a odkazu Bobby Griffitha, mladého gaye, který se zabil kvůli náboženské netoleranci jeho matky a komunity. Ve filmu hraje Ryan Kelley jako Bobby Griffith a Sigourney Weaver jako jeho matka Mary.
Filmy byl nominován na dvě ocenění Emmy v hlavním čase (nejlepší přínos pro televizní film, nejlepší hlavní herečka v minisérii nebo filmu - Sigourney Weaver). Ve stejné kategorii byla Sigourney Weaver také nominována pro Zlatý glóbus pro rok 2010 a pro Screen Actors Guild Award v roce 2010.

## Obsazení
| Sigourney Weaver      | Mary Griffith     |
| Henry Czerny          | Robert Griffith   |
| Ryan Kelley           | Bobby Griffith    |
| Austin Nichols        | Ed Griffith       |
| Dan Butler            | reverend Whitsell |
| Carly Schroeder       | Joy Griffith      |
| Shannon Eagen         | Nancy Griffith    |
| Scott Bailey          | David             |
| Bryan Endress-Fox     | Greg              |
| Rebecca Louise Miller | Jeanette          |